# Valle-di-Mezzana
 Valle-di-Mezzana  là một xã của tỉnh Corse-du-Sud, thuộc vùng Corse, trên đảo Corse ở Pháp.